# جيم سانت أندريه
جيم سانت أندريه (بالإنجليزية: Jim St. Andre)‏ (15 فبراير 1968 بالولايات المتحدة - ) هو معلق رياضي ولاعب كرة قدم أمريكي في مركز حراسة المرمى. لعب مع نيو إنجلاند ريفولوشن وNew York Centaurs ‏ وColorado Foxes ‏ وFort Lauderdale Strikers (1988–1994) ‏ وميلواكي وايف وDenver Avalanche ‏ وويتشاتا وينغز ‏.

## وصلات خارجية
- جيم سانت أندريه على موقع الدوري الأمريكي (الإنجليزية)
- جيم سانت أندريه على موقع قاعدة بيانات كرة القدم.إي يو (الإنجليزية)